# Марчища
 Тази статия е за костурското село.  За населишкото, чието име до 1927 година е Марчища, вижте Перистера (дем Горуша).  
Ма̀рчища (произношение в местния говор Марчишча, на гръцки: Κάτω Περιβόλι, Като Периволи, катаревуса: Κάτω Περιβόλιον, Като Периволион, до 1926 година Μάρτσιστα, Марциста) е бивше село в Егейска Македония, Гърция, на територията на дем Хрупища, област Западна Македония.

## География
Селото се намира на 22 километра югозападно демовия център Хрупища (Аргос Орестико), в планината Одре (Одрия). На един километър на север е село Мангила (Ано Периволи), а на два на запад - Осничани (Кастанофито). Селото е на едноименната река Марчища (Жулища, Тулище, Жадна река, на гръцки Рема Македономахон), десен приток на Галешово.

## История

### Етимология
Според академик Иван Дуриданов етимологията на името е първоначалнен патроним на -ишчи < -itji от личното име Марко и съответства на сръбския и хърватски топоним Marčići. Поради отсъствието на метатеза на -ар в -ра в името Марко, Марчища не може да се смята за старо име.

### В Османската империя
В края на ΧΙΧ век Марчища е малко село в Костурска каза на Османската империя. От разрушената църква „Свети Николай“ са запазени ценни икони.
Според статистиката на Васил Кънчов („Македония. Етнография и статистика“) в 1900 година Марчища, Анаселишка каза, има 350 жители българи.
В началото на XX век цялото население на Марчища е под върховенството на Вселенската патриаршия. По данни на секретаря на Българската екзархия Димитър Мишев („La Macédoine et sa Population Chrétienne“) в 1905 година в Марчища има 50 жители гърци. Според Христо Силянов селото е българско и в 1906 година пострадва от гръцки андартски нападения. Според Георги Константинов Бистрицки Марчища преди Балканската война има 15 български къщи.
На етническата карта на Костурското братство в София от 1940 година, към 1912 година Марчища е обозначено като българско селище.

### В Гърция
През войната селото е окупирано от гръцки части и остава в Гърция след Междусъюзническата война. В 1926 година селото е прекръстено на Като Периволион. След Ньойския договор в 1919 година 16 души от Марчища емигрират в България по официален път.
Марчища и Мангила имат общо училище. Селяните ходят на гурбет.
Марчища пострадва силно по време на Гражданската война (1946 - 1949) и малкото останали семейства се местят в Мангила.
| Година    | 1913 | 1920 | 1928 | 1940 | 1951 | 1961 | 1971 | 1981 | 1991 | 2001 | 2011 | 2021 |
| --------- | ---- | ---- | ---- | ---- | ---- | ---- | ---- | ---- | ---- | ---- | ---- | ---- |
| Население | 130  | 30   | 37   | 43   |      |      |      |      |      |      |      |      |